# Relikt kserotermiczny
Relikt kserotermiczny – organizm, który przybył na jakiś obszar w okresie ocieplenia klimatu (np. pomiędzy zlodowaceniami), a następnie został oddzielony od swojego naturalnego obszaru występowania. Do reliktów kserotermicznych we florze Polski należą m.in.: miłek wiosenny, ostnice i wisienka karłowata.